# Alopoglossidae
Alopoglossidae је фамилија ситних гуштера. Обухвата ендемске врсте из Средње и тропских области Јужне Америке. Фамилија Alopoglossidae издвојена је из фамилије Gymnophthalmidae 2016. године.   

## Класификација
- Alopoglossus
- Ptychoglossus